# Kalendarium powstania warszawskiego – 18 sierpnia

## 18 sierpnia, piątek

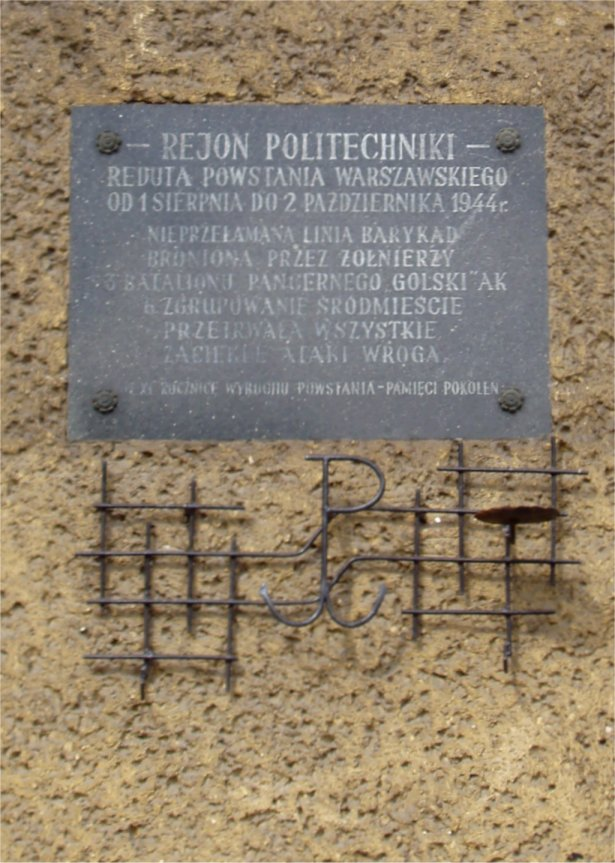
Rejon Politechniki

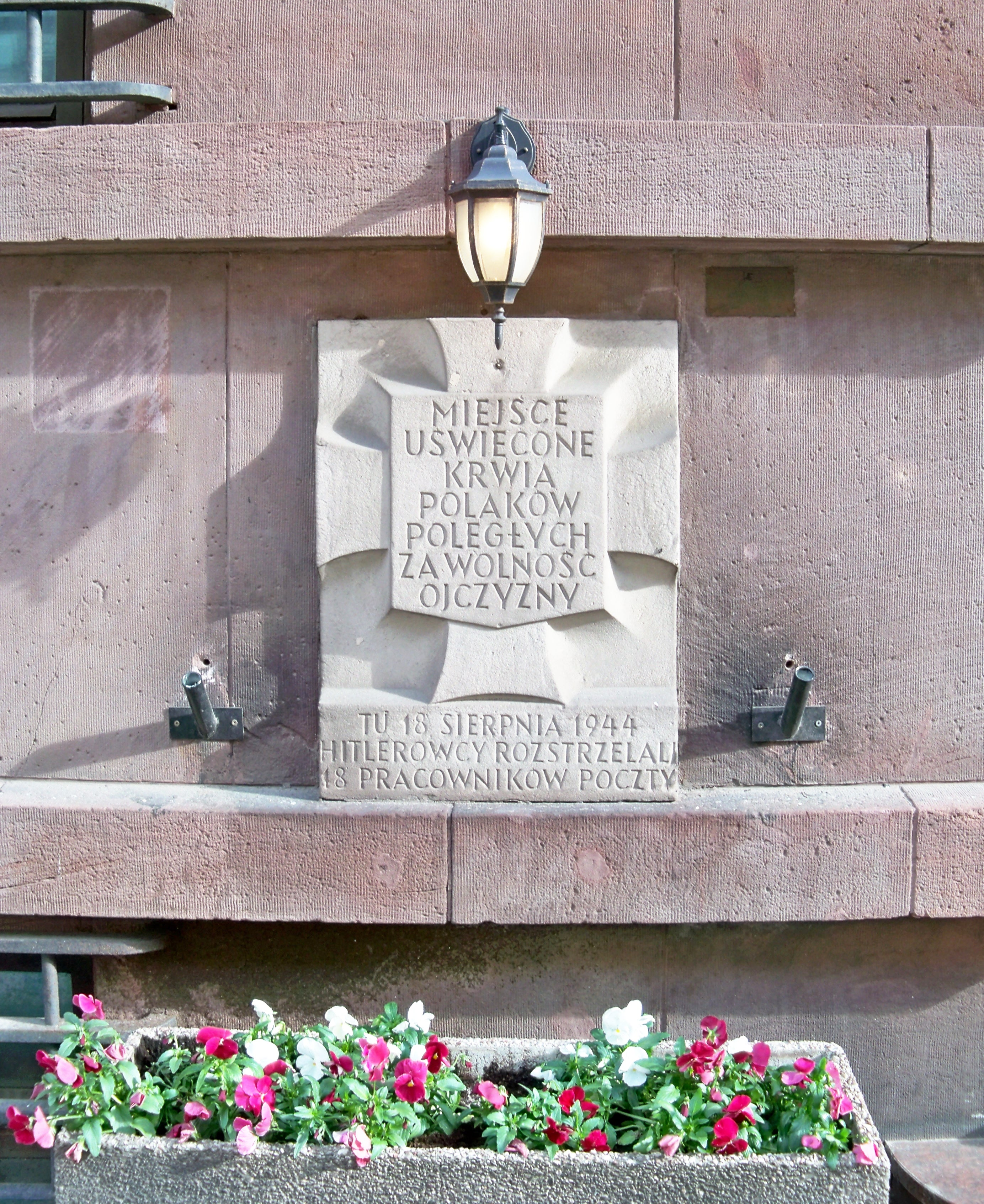
Ul. Nowogrodzka 45

Od rana Stare Miasto bombardowane bombami kruszącymi i zapalającymi. Na teren Banku Polskiego spada ok. dziesięciu bomb, lecz głównym celem staje się staromiejski rynek. Reszta obszaru poddawana jest zmasowanemu ostrzałowi artyleryjskiemu i z moździerzy. Poza Rynkiem płoną domy na Podwalu, ulicy Piwnej i Świętojerskiej, a także katedra św. Jana, kościół NMP na Nowym Mieście i Ratusz na Placu Teatralnym.
Trwają uporczywe walki z użyciem butelek zapalających i miotaczy ognia w rejonie Katedry i na ulicy Miodowej oraz Podwala.
Walki wokół terenu Politechniki, nadal będącej w rękach powstańców.

Erich von dem Bach-Zelewski, głównodowodzący siłami niemieckimi, próbuje nakłonić powstańców do kapitulacji, obiecując prawa kombatanckie. W tym celu wysyła niemieckich parlamentariuszy z białą flagą. Jednak, jak wspomina Tadeusz Bór-Komorowski, kapitulacja w naszym przekonaniu była równoczesna ze zbiorową masakrą ludności i wojska. Żołnierzy Armii Krajowej Niemcy nazywali bandytami, a wziętych do niewoli rozstrzeliwali. Prawa kombatanckie zostały im przyznane dopiero 30 sierpnia.
Tego dnia, w zbombardowanym przez Niemców szpitalu przy ul. Miodowej 23, poległ Jan Romocki ps. "Bonawentura". Był podporucznikiem AK, bratem Andrzeja Romockiego (Morro).